# Falko Ahsendorf

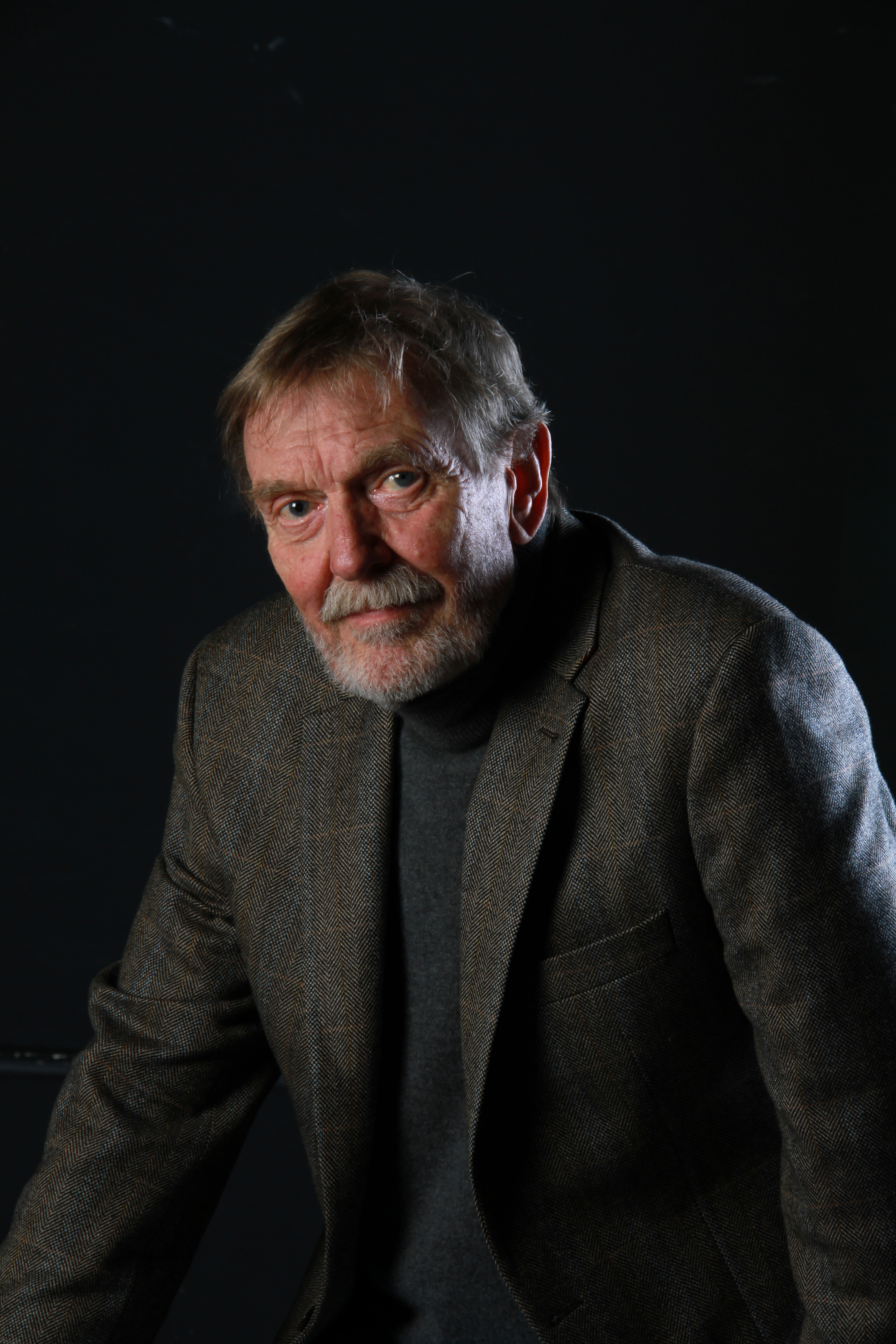
Falko Ahsendorf auf der Jahreshauptversammlung des Bundesverbandes Kinematografie, Hamburg 2015

Falko Ahsendorf (* 1. Mai 1943 in Thedinghausen bei Bremen) ist ein deutscher Kameramann.

## Leben und Schaffen
Nach Abitur und Praktikum in den Geyer Kopierwerken in Berlin besuchte Falk Ahsendorf die Berufsschule für Feinmechanik, Optiker und Fotografen sowie die Fachschule für Optik und Fototechnik. Nach einiger Zeit als Kameraassistent arbeitete er seit 1970 über vierzig Jahre als Kameramann.
Zu Beginn arbeitete er viel im journalistischen und dokumentarischen Bereich, hauptsächlich für die Deutsche Wochenschau GmbH und später für den NDR. Ebenso drehte er viele Wirtschafts- und Industriefilme. Im szenischen Bereich war er hauptsächlich tätig für Fernsehfilm- und Fernsehserienproduktionen. Er arbeitete als Kameramann in über 48 Ländern und sammelte insbesondere viel Erfahrung in Südafrika und Namibia.
Die lange Liste von Regisseuren, mit denen Ahsendorf zusammenarbeitete, enthält Namen wie John Delbridge, Peter Deutsch, Günter Gräwert, Stefan Lukschy, George Moorse, Heike Mundzeck, Arthur Penn, Max H. Rehbein, Johannes Schaaf, Hans Schott-Schöbinger, Hans Werner und Monika Zinnenberg.
Falko Ahsendorf war 22 Jahre Vorstandsmitglied des Bundesverband Kamera (BVK), davon zwölf Jahre als Präsident. Seit Januar 2012 ist er Ehrenpräsident.

## Filmografie
- 1980: Der Dirigent Eugen Jochum (Dokumentarfilm)
- 1987: Andi – Protokoll einer Inszenierung von Peter Zadek (Dokumentarfilm)
- 1988: Feuerbohne e.V. (Fernsehserie, 11 Episeoden)
- 1989: Mitten in Europa – Deutsche Geschichte (Dokumentarfilm)
- 1990: Liebesgeschichten (Fernsehserie, 4 Episoden)
- 1990: Pfarrers Kinder, Müllers Vieh (Fernsehfilm)
- 1991: Die Eisprinzessin (Fernsehserie)
- 1994: Briefgeheimnis (Fernsehserie)
- 1994: Sonntag & Partner (Fernsehserie)
- 1994: Geheim – oder was?! (Fernsehserie)
- 1995: Sonntags geöffnet (Fernsehserie)
- 1991–1996: Neues vom Süderhof (Fernsehserie, 16 Episoden)
- 1997: Kap der guten Hoffnung (Fernsehfilm)
- 1997–1998 Die Aubergers (Fernsehserie, 5 Episoden)
- 1998: Heimatgeschichten (Fernsehserie, 1 Episode)
- 2000: Die Wüstenrose (Fernsehfilm)
- 2000: Die Rettungsflieger (Fernsehserie, 3 Episoden)
- 2000: Der Bulle von Tölz (Fernsehserie, 2 Episoden)
- 2000: Mord im Swingerclub (Fernsehfilm)
- 2000: Dir zu Liebe (Fernsehfilm)
- 2001: Amokfahrt zum Pazifik (Fernsehfilm)
- 2001: Delta Team – Auftrag Geheim (Fernsehserie, 2 Episoden)
- 2001: Die Kumpel (Fernsehserie, 1 Episode)
- 2001–2003: SOKO Kitzbühel (Fernsehserie, 5 Episoden)
- 2002–2003: Körner und Köter (Fernsehserie, 6 Episoden)
- 2002: Polizeiruf 110 – Angst um Tessa Bülow
- 2002: Ein Hund für alle Fälle (Fernsehfilm)
- 2002: Singapur Express – Geheimnis einer Liebe (Fernsehfilm)
- 2003: Spurlos – Ein Baby verschwindet (Fernsehfilm)
- 2004: Polizeiruf 110 Rosentod
- 2004: Stubbe – Von Fall zu Fall: Tödliches Schweigen (Fernsehserie)
- 2006: Familie Dr. Kleist (Fernsehserie, 5 Episoden)
- 2006: Ein Fall für Zwei – Ein eiskaltes Geschäft (Fernsehserie)
- 1987–2010: Großstadtrevier (Fernsehserie, 41 Episoden)
- 2007–2012: Der Landarzt (Fernsehserie, 31 Episoden)